# Ooencyrtus castneus
Ooencyrtus castneus är en stekelart som beskrevs av John S. Noyes 1985. Ooencyrtus castneus ingår i släktet Ooencyrtus och familjen sköldlussteklar.
Artens utbredningsområde är Peru. Inga underarter finns listade i Catalogue of Life.